# High Life (Frankie Miller)
| Recensione              | Giudizio |
| ----------------------- | -------- |
| AllMusic                | [ 2 ]    |
| Dizionario del Pop-Rock | [ 3 ]    |

High Life è il secondo album del cantautore scozzese Frankie Miller, pubblicato dalla casa discografica Chrysalis Records nel gennaio del 1974.

## Tracce

### LP
Lato A
1. High Life (Filler) – 0:58 (Allen Toussaint)
2. Play Something Sweet (Brickyard Blues) – 3:36 (Allen Toussaint)
3. Trouble – 3:30 (Frankie Miller)
4. A Fool – 2:50 (Allen Toussaint)
5. Little Angel – 3:14 (Frankie Miller)
6. With You in Mind – 3:19 (Allen Toussaint)

Lato B
1. The Devil Gun – 3:35 (Frankie Miller)
2. I'll Take a Melody – 4:33 (Allen Toussaint)
3. Just a Song – 2:47 (Allen Toussaint)
4. Shoo-Rah – 2:48 (Allen Toussaint)
5. I'm Falling in Love Again – 4:04 (Frankie Miller)

## Musicisti
- Frankie Miller – voce, chitarra acustica
- Allen Toussaint – piano, organo, conga
- Joe Wilson – chitarra, chitarraslide
- Tom Robb – basso, conga
- Mike Huey – batteria
- G.C. Coleman – batteria
- Auburn Burrell – dobro, chitarra
- Barry Bailey – chitarra
- Lester Caliste – trombone
- Clyde Kerr Jr. – tromba
- John Longo - tromba
- Gary Brown – sassofono tenore
- Alvin Thomas – sassofono baritono

Note aggiuntive
- Allen Toussaint – produttore, arrangiamento
- Registrazioni effettuate al Web IV Recording Studio di Atlanta, Georgia (Stati Uniti)
- Joe Wilson – ingegnere delle registrazioni
- Strumenti a fiato registrati allo Studio in the Country di Bogalusa, Louisiana
- Remixaggi effettuati da Don Davis e Lou Costello allo United Sound Studios di Detroit, Michigan
- Graham Hughes – art direction e foto copertina album originale[4]